# David Livingstone
  David Livingstone    (Blantyre, 19 de març de 1813 - Ilala Hill, 1 de maig de 1873) va ser un important explorador i missioner escocès.
El 1844 es va casar amb Mary Moffat, qui durant alguns anys va estar amb el seu marit a l'Àfrica abans de tornar a Anglaterra amb els seus fills.
Va participar en el moviment d'exploració i cartografia de l'interior del continent africà per compartir l'Àfrica entre les principals potències europees. Livingstone va dedicar part de la seva vida a la recerca de les fonts del Nil.
Livingstone va ser un dels herois britànics més populars i emblemàtics de l'època victoriana. Amb la seva voluntat d'articular el cens de la riquesa africana des d'una perspectiva comercial i d'evangelització, correspon a un punt d'inflexió en la perspectiva missionera. La gran idea que tenia de la seva cultura original i el seu desig de permetre als africans beneficiar-se dels avantatges de la civilització britànica el van convertir en un precursor de l'imperialisme colonial europeu que es va consolidar després de la seva mort.
La desaparició, seguida de l'expedició d’Henry Morton Stanley per trobar-lo, sumada a la glorificació i al mite victorià d'aquest gran explorador d'Àfrica.

## Biografia

### Joventut
David Livingstone va néixer en una família pobra al sud de Glasgow. Segon fill de Neil Livingstone (1788-1856) i la seva dona Agnes (1782-1865), es va criar a la religió presbiteriana abans de convertir-se al congregacionalisme.
Amb l'arribada dels nous fills, la dificultat creixent dels seus pares per arribar a final de mes va obligar el jove David a treballar, com el seu germà gran, en una fàbrica de cotó: des dels deu anys, va reparar fils trencats a les màquines de filar de la fàbrica. Tanmateix, al final d'aquestes extenuants jornades de treball de dotze hores, va trobar l'energia i la voluntat d'afrontar dues hores diàries de classes nocturnes, una manifestació de la gran determinació que caracteritzarà David Livingstone al llarg de la seva carrera. El context familiar, si no materialment còmode, va ser tanmateix favorable a l'estudi: tradicionalment es fomentava la lectura tant a la família de la seva mare com a la del pare. Certament, el seu pare, l'abstinència estricta del qual només era un aspecte de les seves fortes conviccions religioses, tendí a afavorir la lectura pietosa. No obstant això, és innegable que el desig d'educació era generalment valorat entre els Livingston sempre que es manifestés en els nens. Aquest va ser clarament el cas del jove David, aficionat als relats de viatges i als treballs científics, malgrat els prejudicis del seu pare davant les lectures que considerava desfavorables a l'expressió de la fe. La seva curiositat no era només llibresca: les pedreres de pedra calcària van estimular així el seu interès per la geologia.
El 1834, Neil Livingstone va portar a casa un pamflet de Karl Gützlaff demanant que els metges missioners fossin enviats a la Xina. David va confiar en ella per demostrar al seu pare que el seu creixent desig d'estudiar medicina era compatible amb la pietat. El 1836 ja havia estalviat prou per poder entrar a l'Anderson's College de Glasgow. A més, les qualitats intel·lectuals que havia revelat durant els cursos nocturns que va seguir l'havien fet destacar i li van permetre obtenir una beca per estudiar teologia i medicina a la Universitat de Glasgow, mentre assistia regularment a les conferències teològiques de Ralph Wardlaw. Va obtenir una llicència mèdicaDesprés va treballar a Londres abans de cedir a la seva fascinació juvenil per l'aventura missionera i unir-se a la Societat Missionera de Londres.

### Explorador i missioner

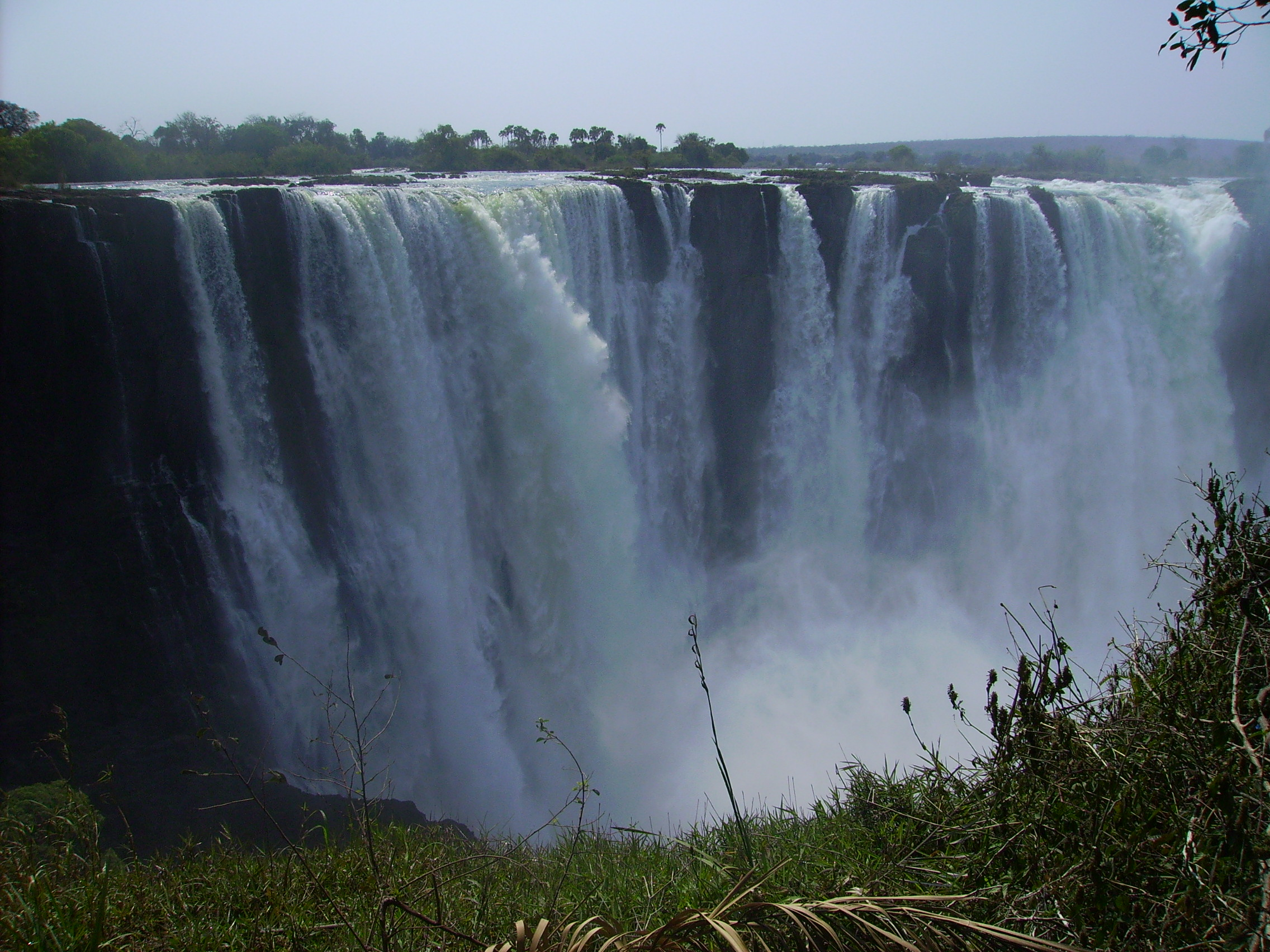
Cascades Victòria.

#### En missió al sud d'Àfrica
El 1840, després de ser ordenat ministre, va ser enviat a Ciutat del Cap i després al Protectorat de Betxuanalàndia, prop del desert de Kalahari per la Societat Missionera de Londres. El 1844, a Kuruman, la base posterior de les seves futures expedicions, va conèixer i es va casar el gener de 1845 amb Mary, filla del missioner congregacionalista Robert Moffat i Mary Smith (1795-1871), nascuda el 12 d'abril de 1821 a Griquatown, a la Colònia del Cap (Sud-àfrica). Va viatjar amb ella durant un temps, malgrat el seu embaràs i les ordres de la seva família. Més tard, finalment va tornar a Anglaterra amb el seu fill. Livingstone va ser també acompanyat en les seves exploracions per un grup de Makololo, Zambèzes. Dominava la seva llengua, un dialecte del tswana, la qual cosa va facilitar les seves exploracions en la mesura que les llengües de les poblacions que havia d'enfrontar tenien grans similituds amb aquest dialecte, en particular el sesotho. L'ús de la llengua materna de la gent a què es va dirigir en la seva predicació de l’Evangeli va ser un principi cardinal de l'explorador escocès.
A partir de 1849, viatjant pel riu Botletle, David Livingstone va pensar que havia trobat la ruta cap al centre de les terres africanes i va començar a explorar la part central-sud del continent africà. Va creuar, amb Mungo Murray, el desert de Kalahari fins al llac Ngami. De 1851 a 1852, va remuntar el Zambezi, que va cartografiar, després va arribar a la costa atlàntica a Luanda a Angola. Després d'explorar, el primer, el riu Kasai, afluent del Congo, l'any 1854, i d'explorar Angola, va arribar el 17 novembre 1855 a les Cascades Victòria, que va batejar amb el nom de la reina Victòria, encara que la vall del Zambezi de fet havia estat descoberta deu anys abans pel portuguès Silva Porto. Gràcies a aquesta expedició, que va començar el 20 setembre 1854, es va convertir en el primer europeu que va creuar Àfrica d'oest a est, arribant a l'oceà Índic a Quelimane el 20 de maig de 1856.

#### Herois de la missió britànica a l'Àfrica

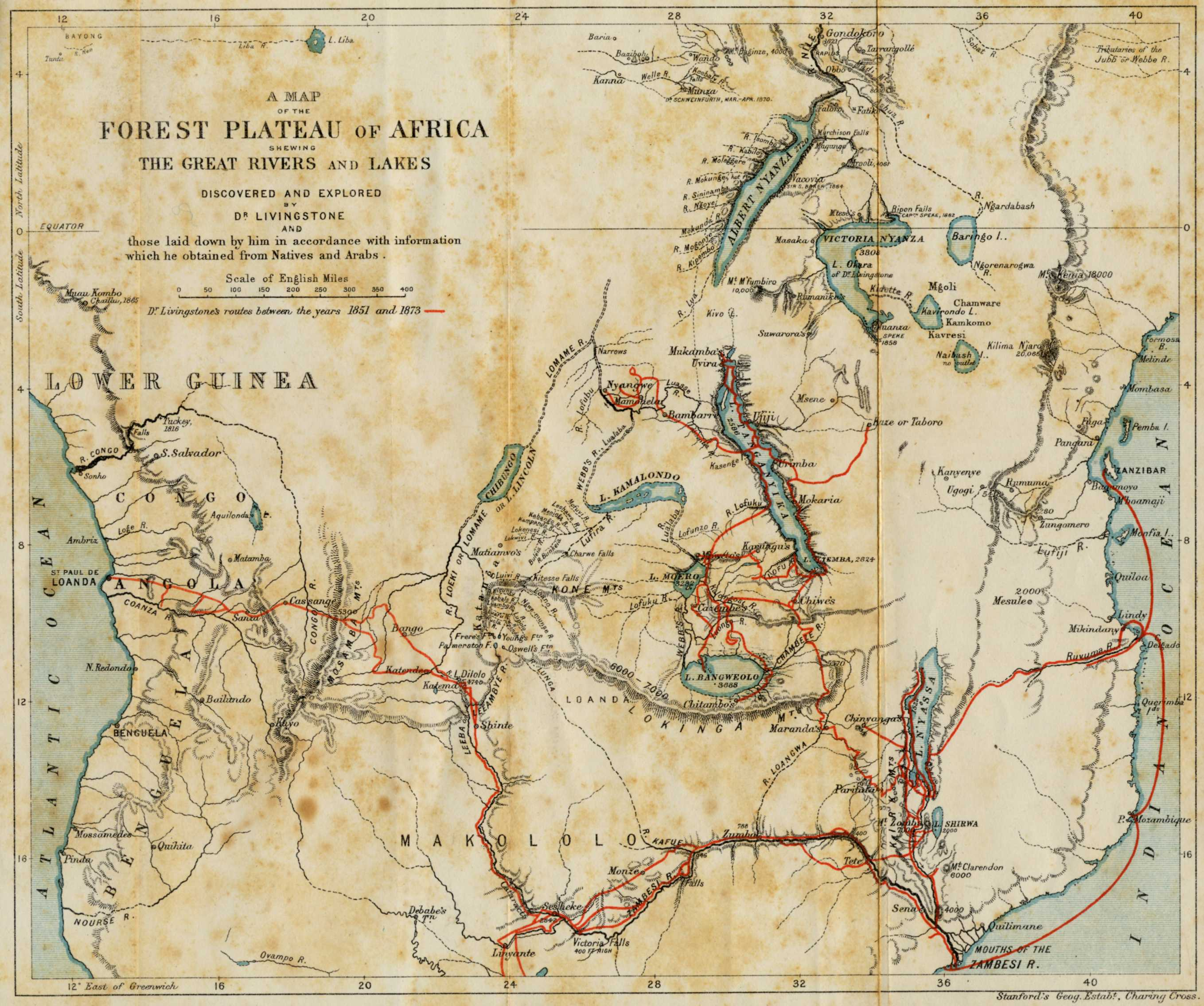
Mapa dels viatges de Livingstone al sud d'Àfrica.

Rebut com un heroi al seu retorn al Regne Unit, va publicar en aquesta ocasió els seus Missionary Travels and Researches in South Africa (1857), els 12.000 exemplars de la primera edició es van vendre fins i tot abans de la seva publicació, fet que va contribuir a assegurar-li una certa comoditat financera. El mecenatge de la Royal Geographical Society, que mentrestant havia publicat els informes que Livingstone li havia enviat, i li havia concedit la seva medalla d'honor el 1855, no hi tenia res a veure. El president d'aquesta institució, Roderick Murchison, a qui es va dedicar l'obra de Livingstone, va voler transmetre l'acció exploratòria del missioner. Grans multituds es van aplegar a les conferències de Livingstone per tot el país i el 1858 va ser nomenat membre de la Royal Society.
A partir d'aquest moment, la seva celebritat va contribuir a reforçar el prestigi, a la França continental, de les activitats missionàries. Malgrat una eficàcia molt relativa pel que fa a les conversions (només va aconseguir convertir el cap dels Kwena, Sechele), la seva condició d'heroi nacional va animar els britànics a contribuir a col·leccions organitzades per societats missioneres amb l'objectiu de donar suport a les missions establertes i obrir noves missions.
David Livingstone també és conegut per la seva teoria de la colonització, sobretot per la seva doctrina del 3C: Cristianització, comerç i civilització. Considerava que la religió i el comerç cristians millorarien la condició dels africans proporcionant-los una civilització identificada en gran part amb el seu model britànic . Els homes blancs tenien un deure: civilitzar races considerades menys desenvolupades aportant-los els beneficis del progrés tècnic, la medicina, l'alfabetització i la religió cristiana. Cronològicament, el primer VS, el comerç legítim (al contrari del comerç infame d’esclavitud interna a l'Àfrica o destinada al món musulmà) hauria, però, segons Livingstone i com Thomas Fowell Buxton, precedir les altres dues. L'exploració metòdica de territoris africans desconeguts pels europeus per definir amb precisió les seves característiques i recursos va ser, doncs, un preliminar essencial a la cristianització. Aquesta nova concepció de les missions evangèliques, centrada en l'exploració de territoris no tocats per cap presència europea, va constituir un punt d'inflexió en la història missionera a l'Àfrica; va ajudar a fer de David Livingstone el símbol d'una certa agressivitat vencedora que prefigura l'imperialisme de finals del segle xix.

#### A la recerca de les fonts del Nil

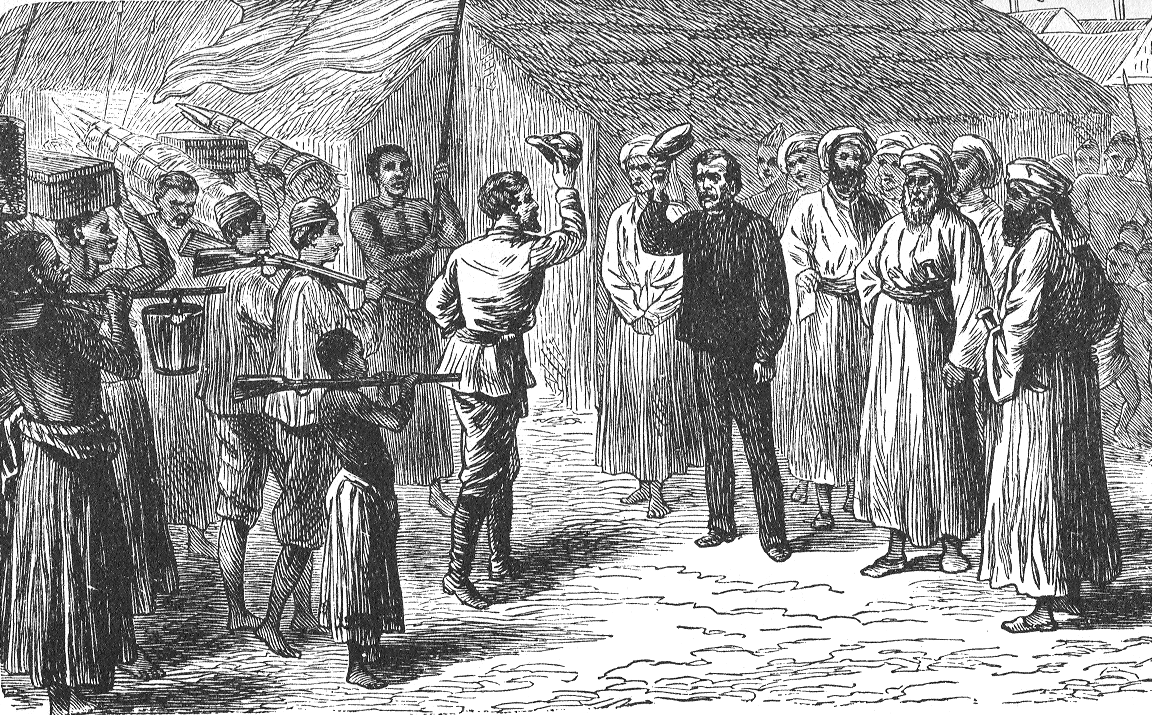
Doctor Livingstone, suposo?

Livingstone va reprendre, a partir de 1858 i fins a 1864, les seves exploracions a la mateixa regió, amb (fins a 1863) el seu germà Charles, després d'haver renunciat a la Societat Missionera de Londres, les fràgils finances de la qual la feien reticent a subvencionar activitats massa allunyades de la pràctica missionera estricta. Va ser el govern britànic, atret per les perspectives comercials de la vall del Zambezi suggerides pel relat de Livingstone, qui va finançar aquesta expedició. Aquesta última, però, va resultar costosa i decebedora, fins i tot pel que fa a la lluita contra l'esclavitud. No obstant això, li va permetre descobrir, el 16 setembre 1859, el llac Malawi, que va cartografiar, així com les ruïnes de la missió portuguesa de Zumbo el 1860.
Després de la mort de la seva dona per malària, als 41 anys, el 27 d'abril de 1862 a Chupanga (Moçambic), i després d'un ràpid retorn a Londres el 1864-1865, Livingstone va marxar de nou en condicions més precàries el 1866. Va establir en aquest moment que el sistema hidrogràfic de Lualaba (part superior del riu Congo) no formava part del sistema hidrogràfic de Zambezi com havia pensat durant molt de temps (sobretot a través de l'acostament Zambezi/ Chambeshi). Després es va dirigir cap al llac Tanganyika a Tanzània, amb l'esperança de trobar-hi les fonts del Nil. Malalt i abandonat pels seus transportistes, va perdre completament el contacte amb el seu país d'origen. Es va retirar a Ujiji, a la vora del Llac Tanganyika.
Va ser allà on Henry Morton Stanley, finançat pel diari New York Herald el 1869, el va trobar el 10 de novembre de 1871. Aquest esdeveniment és un clàssic de la història de les exploracions, especialment pel que fa a la pregunta inicial de Stanley quan es van conèixer (Dr. Livingstone, suposo? ) Stanley i Livingstone van discutir llavors el que aquest últim no sabia a causa del seu aïllament: el conflicte francoprussià, la perforació del canal de Suez, l'establiment d'un cable telegràfic a través de l'Atlàntic. Livingstone va acompanyar Stanley a explorar el nord del Llac Tanganyika, però es va negar a seguir-lo quan va tornar a Anglaterra: volia assegurar-se que el Lualaba no estigués unit a la conca superior del Nil. Per tant, els seus camins es van separar a Unyanyembe, la qual cosa va portar a Stanley a parlar de Livingstone: un misticisme vora el martiri es va unir a la seva set de descoberta. Aquest estat d'ànim, unit a un gran ego, el portarà a descuidar seriosament la seva dona i els seus fills, així com a organitzar molt prematurament l'arribada de famílies missioners, diverses de les quals pagaran amb la vida.

### Un mite victorià

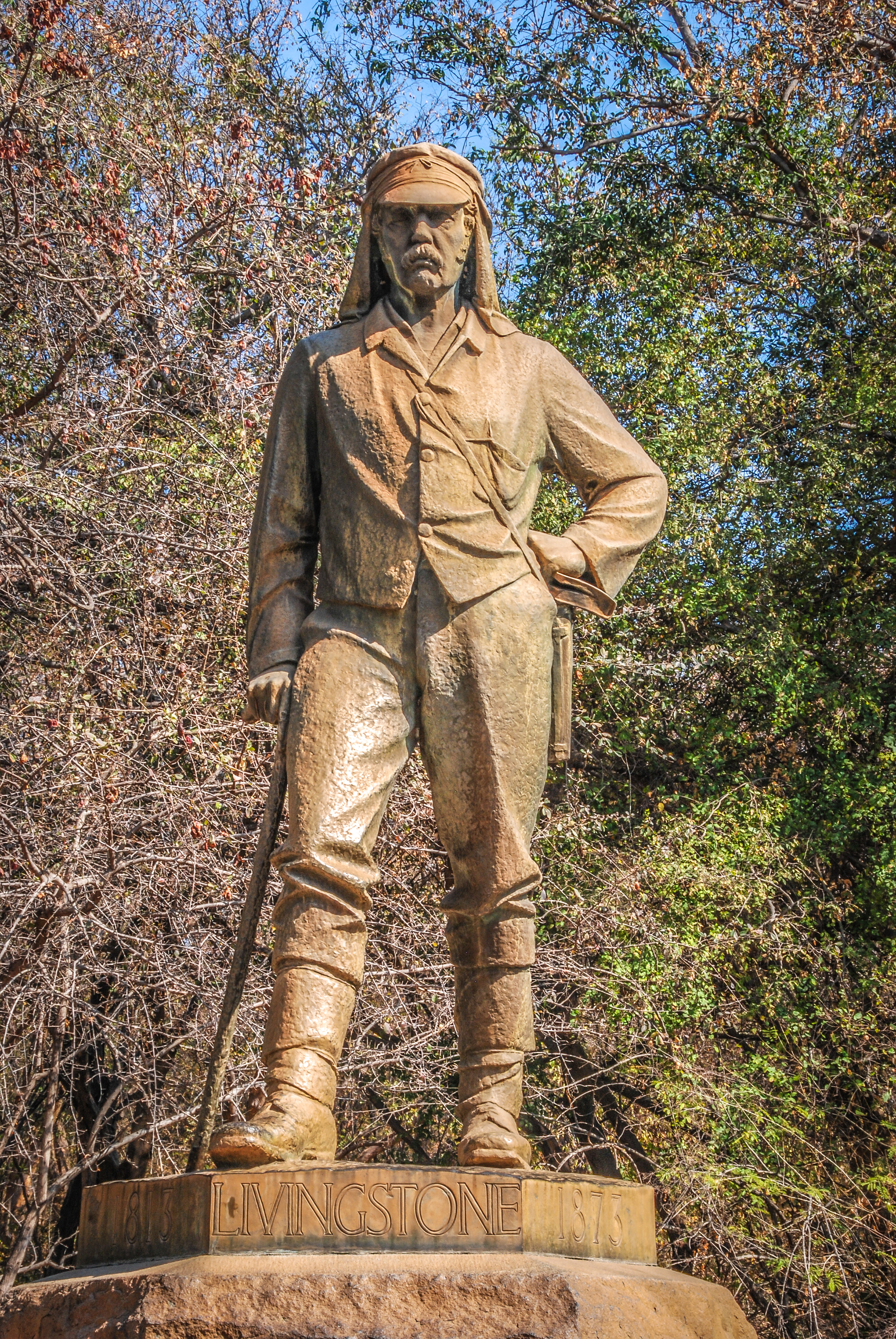
Estàtua de David Livingstone a la vora de les Cascades Victòria, Zimbàbue.

David Livingstone va morir l'11 de maig de 1873 de disenteria i malària a la vora del llac Bangwelo a l'actual Zàmbia, buscant les fonts del Nil. Els seus dos servents van enterrar el seu cor sota un arbre Mpundu, on avui hi ha el Memorial Livingstone. Després van portar la resta del seu cos embalsamat a Bagamoyo, on es van trobar amb una nova missió per ajudar a l'heroi victorià, dirigida per Verney Lovett Cameron i patrocinada per la Royal Geographical Society. S'hi van posar a la venda diversos objectes que li pertanyien (polaines, matalassos, etc.) i el seu cos va ser repatriat al Regne Unit. David Livingstone va ser enterrat al mig de la nau central de l'abadia de Westminster l'any següent, com a sant victorià que havia esdevingut gràcies a la perseverança del seu compromís exploratori, missioner i antiesclavista. La seva extracció modesta també es va assenyalar amb freqüència per convertir-lo en un exemple d'èxit social mitjançant el treball, la força de caràcter i la perseverança, valors per excel·lència de la societat victoriana: Livingstone és doncs un dels personatges configurats com a models a Self help de Samuel Smiles (1859) . No obstant això, va ser la famosa història que Stanley va treure de la seva expedició el 1872 (How I found Livingstone) la que va tenir un paper determinant en la seva  canonització en elevar l'explorador escocès al rang de mite.
De fet, durant la seva vida i més encara després de la seva mort, Livingstone es va establir com un model heroic d'una civilització britànica conqueridora i dominant. És també emblemàtic de les ambigüitats de l'imperialisme victorià, sobretot en les seves motivacions. Perquè si Livingstone estava indubtablement impulsat pel desig d’evangelitzar les poblacions africanes així com de protegir-les del tràfic d'esclaus (els seus informes estarien, per exemple, a l'origen del tractat que imposava la prohibició del tràfic d'esclaus al sultà de Zanzíbar el 1873), el seu desig de definir per endavant la riquesa explotable dels territoris africans encara desconeguts pels europeus el va convertir en el símbol d'un canvi en la manera de conquerir l'Imperi, cada cop més estrictament organitzat i més sistemàticament orientat per finalitats utilitaristes. Així, durant l'expedició que va dirigir del 1858 al 1864 al Zambezi, va acceptar complir uns objectius, definits pel govern britànic que el finançava, allunyats de la perspectiva missionera clàssica: ampliar els coneixements ja obtinguts sobre la geografia i els recursos minerals i agrícoles de l'Àfrica Oriental i Central […] amb vista a la producció de matèries primeres per a l'exportació a Anglaterra a canvi de productes industrials britànics.
L'explorador va donar el seu nom a la ciutat de Livingstone, Zàmbia, prop de les Cascades Victòria. La ciutat va ser la primera capital de Rhodèsia del Nord. Actualment acull el Museu Livingstone, establert el 1934 com el Museu de Rhodes-Livingstone. També va donar el seu nom a les Cascades Livingstone, que és el nom que va donar Stanley al conjunt de ràpids entre el Pool Malebo i Matadi, al baix Congo, tot i que David Livingstone no es va aventurar mai en aquesta part d’Àfrica.

## Descobriment de les cascades Victòria
Després de recórrer durant 8 anys la regió fent la seva activitat missionera, va anar al desert de Kalahari i va descobrir el llac Ngami (1849) i el riu Zambeze. Entre els anys 1852 i 1856 va iniciar un viatge des de l'oceà Atlàntic fins a l'Índic descobrint les cascades del Zambeze (1855), i els va posar el nom de cascades Victòria en honor de la reina d'Anglaterra. David Livingstone es va proposar obrir rutes a Àfrica per facilitar la tasca missionera i l'activitat comercial, considerant la importància de la navegabilitat del riu Zambeze. Va viatjar a Anglaterra per buscar ajudants pel seu projecte i per editar un llibre sobre les seves expedicions, al mateix temps que dimitia de la societat missionera de la que havia format part fins aleshores.

## Expedició al riu Zambeze
Entre 1858 i 1863 va explorar profundament la zona compresa entre el llac Nyassa i el Zambeze, però va descobrir que fins als ràpids de Karabasa el riu es feia absolutament innavegable, a causa d'una sèrie de cascades i ràpids que en l'exploració ja havia fracassat en un viatge anterior. L'expedició va resultar un fracàs i en ella varen morir la majoria dels amics de Livingstone, entre ells el seu germà Charles i la seva muller Mary, que va morir el dia 29 d'abril de 1863 de disenteria. Quan van tornar a Anglaterra el 1864 de l'expedició al Zambeze, va ser durament criticat pels periodistes, la qual cosa va provocar que Livingstone tingués grans dificultats per aconseguir diners per continuar les expedicions a l'Àfrica.

## Naixement del Nil
El març de 1866 va tornar a l'Àfrica per continuar amb la seva expedició. Aquesta nova expedició la va iniciar a l'illa de Zanzíbar (que actualment pertany a Tanzània), per endinsar-se a continuació en el continent africà on va descobrir els llacs de Bangwuelu i Moero i el riu Lualaba, que va ser erròniament identificat per Livingstone com el Nil, quan realment és un afluent del riu Congo. Posteriorment es va encaminar cap a les ribes del llac Tanganyika.

## El Doctor Livingstone, suposo
A partir de llavors i durant diversos anys no va saber-se res d'ell, per la qual cosa el diari New York Herald va organitzar una expedició de socors que va ser confiada a Henry Stanley, qui, el 1871, va aconseguir trobar David Livingstone a les costes del llac, a la ciutat de Ujiji. En aquella trobada Stanley va pronunciar la seva famosa frase: "Dr. Livingstone, I presume". Tots dos van decidir explorar conjuntament Tanganyika, fins que un any després van agafar dos camins diferents.

## Malaltia i mort
Livingstone va continuar les seves exploracions fins que va morir l'1 de maig del 1873 a causa d'una malària i una hemorràgia interna que va ser produïda per una obstrucció intestinal. El seu cadàver va ser traslladat a Anglaterra i enterrat a l'abadia de Westminster però diu la llegenda que el seu cor va ser enterrat a l'Àfrica, abans de traslladar el cadàver.